# Rhynchospora berteroi
Rhynchospora berteroi är en halvgräsart som först beskrevs av Spreng., och fick sitt nu gällande namn av Charles Baron Clarke. Rhynchospora berteroi ingår i släktet småag, och familjen halvgräs. Inga underarter finns listade i Catalogue of Life.